# Beczka prochu
Beczka prochu (tytuł oryginalny: Буре барута, inny tytuł Cabaret Balkan) – jugosłowiańsko-macedoński film fabularny z roku 1998 w reżyserii Gorana Paskaljevicia, oparty na motywach dramatu Dejana Dukowskiego.

## Fabuła
Akcja filmu rozgrywa się w 1995, w Belgradzie. Opowieść o losie dwudziestu ludzi, których losy dramatycznie skrzyżowały się w czasie jednej belgradzkiej nocy, kiedy w Dayton podpisywano układ pokojowy, kończący wojnę w Bośni i Hercegowinie.

## W rolach głównych
- Lazar Ristovski jako bokser
- Dragan Nikolić jako przyjaciel Jovana boksera
- Miki Manojlović jako Mane
- Mirjana Joković jako Ana
- Bogdan Diklić jako kierowca Volkswagena
- Mirjana Karanović	jako Natalia
- Aleksandar Berček jako Dimitrije
- Velimir Bata Živojinović jako kierowca autobusu
- Dragan Jovanović jako Kosta
- Vojislav Brajović jako Topi
- Nikola Ristanowski jako artysta kabaretowy
- Ana Sofrenović jako dziewczyna
- Nebojša Glogovac jako taksówkarz
- Nebojša Milovanović jako Serb bośniacki
- Azra Cengić jako żona człowieka z autobusu
- Mira Banjac

## Nagrody i wyróżnienia
W 1998 reżyser filmu otrzymał nagrodę FIPRESCI na Międzynarodowym Festiwalu Filmowym w Wenecji. Film został wyróżniony na festiwalach filmowych w Hajfie i Gandawie. W 1998 został zgłoszony do Oscara w kategorii Najlepszy Film Nieanglojęzyczny, ale nie zdobył nominacji.